# James Marriott
James William Marriott (* 7. Juli 1997 in der Schweiz) ist ein britischer Indie-Rock-Musiker aus Brighton. Nach einem Start als YouTuber hatte er 2023 ersten Erfolg als Musiker. Zwei Jahre später hatte er mit dem Nummer-eins-Album Don’t Tell the Dog seinen Durchbruch.

## Biografie
James Marriott kam in der Schweiz zur Welt, wuchs aber in Buckinghamshire in Südengland auf. Bereits mit 11 Jahren wurde er im Internet aktiv und ab 2012 lud er eigene Musikaufnahmen hoch. Später begann er ein Studium in Modernen Sprachen am University College London inklusive eines Auslandssemesters in Spanien. In dieser Zeit kam er mit Musikreviews und anderen Kommentarbeiträgen im Internet zu einer Anhängerschaft von über 1 Million Followern. Nach dem Abschluss seines Studiums ließ er sich in Brighton an der englischen Südküste nieder.
Ab 2020 wurde bei seinen Veröffentlichungen die Musik immer wichtiger. Slow Down war seine erste selbstveröffentlichte Single aus diesem Jahr. Ein Jahr später folgte die erste EP No Left Brain. Weitere Singles und eine zweite EP folgten, bevor er Anfang 2023 erstmals mit Band in England auf Tour ging. Im März war er Support Act von Jake Bugg in der Royal Albert Hall und wenig später für Two Door Cinema Club in Leeds. Während er mit weiteren Singleveröffentlichungen sein Debütalbum vorbereitete, hatte er auch zwei Auftritte in Australien. Ende des Jahres erschien dann Are We There Yet und brachte ihm auf Anhieb eine Platzierung in den Top 20 der britischen Albumcharts.
Anfang 2024 folgte eine weitere Tour mit Auftritten in Großbritannien und weiteren europäischen Ländern, darunter zwei Konzerte in Deutschland. Danach konzentrierte er sich auf eine zweite Albumveröffentlichung. Zum neuen Jahr veröffentlichte er den Song I Don’t Want to Live Like This als Vorabsingle und kam damit in die Singlecharts. Mit dem Album Don’t Tell the Dog stieg er im Juni 2025 auf Platz 1 der UK-Charts ein.

## Diskografie
Alben
- No Left Brain (EP, 2021)
- Bitter Tongues (EP, 2022)
- Are We There Yet? (2023)
- Don’t Tell the Dog (2025)

Lieder
- Slow Down (2020)
- Him (2021)
- Gold (2021)
- Grapes (2022)
- So Long (2023)
- I Don’t Want to Live Like This (2025)